# Dalla parte del toro
Dalla parte del toro è un singolo del rapper italiano Caparezza, pubblicato nel 2006 come terzo estratto dal terzo album in studio Habemus Capa.

## Descrizione
Il testo della canzone si basa su una metafora: a parlare è infatti un toro che, perseguitato dal torero, si ribella finalmente ad esso e lo sconfigge. Il toro può però essere visto anche come il simbolo degli indifesi e degli oppressi, mentre il torero rappresenta la classe sociale dominante che opprime i più deboli («Il torero che lo sa fa l'autorevole, si comporta con me come un onorevole, vuole impormi le sue regole, per la fama ammazzerebbe pure la prole»). Da questo punto di vista, la ribellione del toro al matador diventa un atto di sovversione dell'oppresso contro il suo oppressore che, spodestandolo, capovolge le posizioni sociali («scatta la guerriglia contro chi mi umilia con la picca e la banderilla, e senza briglia io sto puntando te: sigaro avana e cammisella in picché!»).
I versi della prima e della terza strofa terminano tutti con «ole», a ricordare il verso che il pubblico della corrida solitamente grida quando il torero schiva un attacco del toro, ovvero «Olè».

## Video musicale
Il videoclip, girato nella città pugliese di Cisternino, mostra scene di Caparezza e del suo gruppo eseguire la canzone con indosso delle corna finte, con altre in cui sono presenti un torero ed un uomo con la testa di toro, il quale inizialmente serve il torero come se fosse un signore, ma al momento del ritornello della canzone, l'uomo-toro si ribella al matador e lo rincorre. Alla fine del brano si vede una folla inferocita di persone arrabbiate col torero, e quest'ultimo che soccombe.

## Tracce
CD promozionale
1. Dalla parte del toro – 3:56

## Formazione
Musicisti
- Caparezza – voce
- Alfredo Ferrero – chitarra
- Giovanni Astorino – basso elettrico
- Rino Corrieri – batteria acustica, percussioni

Produzione
- Carlo U. Rossi – produzione, missaggio